# Кандалеп
Кандале́п (рос. Кандалеп) — селище у складі Новокузнецького району Кемеровської області, Росія. Входить до складу Кузедеєвського сільського поселення.

## Населення
Населення — 170 осіб (2010; 173 у 2002).
Національний склад (станом на 2002 рік):
- росіяни — 94 %